# Tetrahedron Letters
Tetrahedron Letters  is een wetenschappelijk tijdschrift dat door Elsevier wordt uitgegeven. De naam wordt meestal afgekort tot Tetrahedron Lett. Het tijdschrift publiceert onderzoek uit de organische chemie. De naam tetrahedron is het Engels voor regelmatig viervlak, verwijzend naar de sp3-gehybridiseerde structuur rondom koolstof. Het tijdschrift is in 1959 opgericht en de impactfactor van het tijdschrift in 2020 bedroeg 2,1.  Er is een ander tijdschrift Tetrahedron over nagenoeg hetzelfde onderwerp, dat vanaf 1957 is uitgegeven.